# Ilatha erythrogaster
Ilatha erythrogaster är en stekelart som först beskrevs av Cameron 1887.  Ilatha erythrogaster ingår i släktet Ilatha och familjen bracksteklar. Inga underarter finns listade i Catalogue of Life.